# Elmar M. Lorey
Elmar Maria Lorey (* 9. Februar 1941 in Wiesbaden; † 11. Mai 2019) war ein deutscher Autor und Fernsehjournalist.
Nach dem Studium von Theologie, Pädagogik, Psychologie und Publizistik war er ab 1965 Journalist und Dramaturg bei einem Fernsehsender. Er wirkte bei der Rappelkiste (ZDF), Neues aus Uhlenbusch (ZDF) und anderen Sendereihen im deutschen Fernsehen mit.
Für die Rappelkiste erhielt Lorey 1975 den Adolf-Grimme-Preis mit Silber. Für die Sendung Bettkantengeschichten: Brotmarken erhielt er mit Susanne van Lessen und Bärbel Lutz-Saal 1984 eine ehrende Anerkennung beim Adolf-Grimme-Preis.
Bis zu seinem Tod lebte Elmar Maria Lorey im Rheingau.

## Werke (Auswahl)
- Lob der sauren Trauben. Verjus – Agrest – Agresto. Das Gewürz aus dem Weinberg in der Geschichte der Kochkunst. Books on Demand, Norderstedt 2017, ISBN 978-3-7431-8968-3.
- Die Weinapotheke. Amüsantes, Kurioses und Wissenswertes aus alten Arzneibüchern. Gräfe & Unzer, München 1998, ISBN 978-3-774-25182-3 (Nachdr. d. Ausg. Bern 1997).
- Henrich der Werwolf. Eine Geschichte aus der Zeit der Hexenprozesse. Mit Dokumenten und Analysen. Anabas, Frankfurt/M. 1998, ISBN 3-87038-297-X.
- Die rätselhafte Krankheit des Wallufer Gemeindebullen. Über eine Gemeinderechnung aus dem Jahre 1785. 2. Aufl. Edition Werkstatt in der Fischergasse, Walluf 1992.
- Die Rheingauer Kinderschlacht von 1795. Zur Überlieferungsgeschichte einer Wallufer Episode aus der Franzosenzeit; mit der bisher unbekannten Urfassung. Edition Werkstatt in der Fischergasse, Walluf 1991.
- Die alte Johanniskirche in Niederwalluf Oder Von verbotenen Heiligen, wartenden Königinnen und wandernden Knochen. Ein kleiner Spaziergang durch tausend Jahre Geschichte. Edition Werkstatt in der Fischergasse, Walluf 2000.